# DVR-MS
DVR-MS (Microsoft Digital Video Recording) — проприетарный форматконтейнера для видео и аудиофайлов, разработанный Microsoft и используемый для хранения телевизионного контента, записанного с помощью Windows XP Media Center Edition, Windows Vista и Windows 7,,.
Несколько потоков данных (аудио и видео) заключены в ASF контейнер с расширением DVR-MS. Видео кодируется с использованием стандарта MPEG-2, а аудио — с использованием MPEG-1 Audio Layer II или Dolby Digital AC-3 (ATSC A / 52). Формат расширяет эти стандарты, включая метаданные о контенте и управлении цифровыми правами. Файлы в этом формате создаются с помощью Stream Buffer Engine (SBE.dll), компонента DirectShow, представленного в Windows XP с пакетом обновления 1.

## Воспроизведение и редактирование
Функция видеорегистратора в Windows XP Media Center Edition, Windows Vista и Windows 7 версии Windows Media Center создает файлы в этом формате. Если записанная трансляция помечена как защищенная от копирования, результирующий файл DVR-MS может быть воспроизведен только на записывающем устройстве. Незащищенные файлы DVR-MS (файлы, не помеченные таким образом) можно воспроизводить на любом устройстве под управлением Windows XP с пакетом обновления 1 или более поздней версии операционных систем Windows, исправлением 810243 для Windows XP RTM (которое добавляет поддержку DVR-MS в DirectShow) и на Windows Mobile 6. Для воспроизведения старых операционных систем Windows можно использовать любой медиаплеер сторонних производителей, который поддерживает формат DVR-MS через DirectShow в Windows или другими средствами в Windows или на других платформах.
Хотя редактировать незащищенные файлы DVR-MS с помощью старых программ, таких как Windows Movie Maker для Windows XP, невозможно, файлы можно редактировать с помощью Windows Movie Maker для Microsoft Windows Vista или Sonic MyDVD. Также существует простая настройка реестра, позволяющая Windows XP версии Windows Movie Maker изначально импортировать / редактировать файлы DVR-MS. Некоторые ранние бесплатные приложения, которые конвертируют файлы, можно найти у третьих сторон, например, по адресу The Green Button. В Сети разработчиков Microsoft (MSDN) есть статья с примерами кода и двоичными файлами, демонстрирующими, как использовать DVR-MS и конвертировать их в WMV. Кроме того, проигрыватель Windows Media 10 поставляется с транскодером для преобразования DVR-MS в WMV только при синхронизации с портативными устройствами, такими как портативный медиацентр.
MediaPortal также использует этот формат и поставляется с плагином My Burner, который можно использовать для (автоматического) преобразования файлов DVR-MS в обычный MPEG-2. Кроме того, Orb использует формат файла DVR-MS для записи и потоковой передачи аудио и видео через свой веб-видеорегистратор.
Некоторые универсальные транскодеры могут конвертировать DVR-MS в другие форматы. DVR-MS также можно преобразовать в другой формат, изменив только формат контейнера (извлекая исходные данные MPEG-2 без потери изображения) с помощью мастера перекодирования FFmpeg и VLC media Player.
| Расширение имени файла | .DVR-MS                 |
| Разработан             | Майкрософт              |
| Первоначальный выпуск  | 2004; 20 лет назад      |
| Тип формата            | аудио, видео, контейнер |
| Расширено до           | .WTV                    |

## Поэтапный отказ
Начиная с Windows Media Center TV Pack 2008 и продвигаясь вперед, Microsoft указала, что DVR-MS заменяется на формат WTV.
Для проигрывателя Windows Media 11 в Windows Vista доступно обновление, добавляющее поддержку воспроизведения WTV. Однако Microsoft не предоставляет общего фильтра DirectShow для включения поддержки воспроизведения в медиаплеерах на базе DirectShow сторонних производителей в Windows Vista или Windows XP Media Center Edition.
Windows 7 включает встроенную поддержку преобразования файлов WTV, не защищенных от копирования, в DVR-MS. Также существуют инструменты сторонних производителей для преобразования WTV в DVR-MS, такие как ToDVRMS от Энди ВТ и ConvertWTV от 3LS.